# قاخ
قاخ (بالأذربيجانيَّة (بالأذرية: Qax)‏) هي عاصمة منطقة قاخ في شمال أذربيجان بالقرب من الحدود الروسية .

## التاريخ

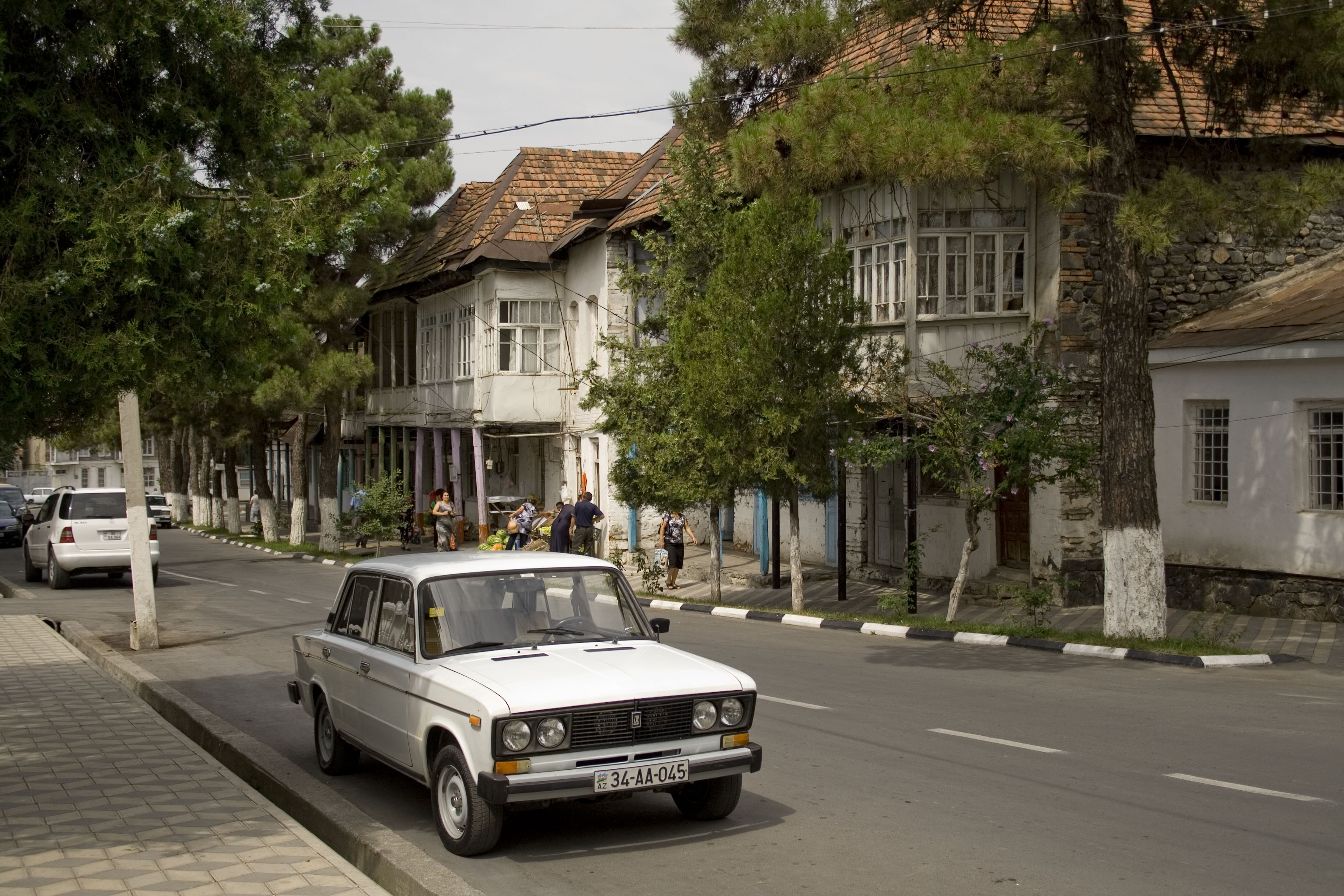
شارع رئيسي في قاخ

منطقة قاخ في أذربيجان لديها تاريخ طويل يعود تاريخها إلى العصور القديمة. الحفريات الأثرية في المنطقة تدل على انها كانت مأهولة بالسكان خلال العصر النحاسي, البرونزي وأوائل العصر الحديدي. وفقا للمؤرخين، أراضي قاخ كانت جزءا من مملكة سكوثيون في القرن 7 ق. م.

## الجغرافيا

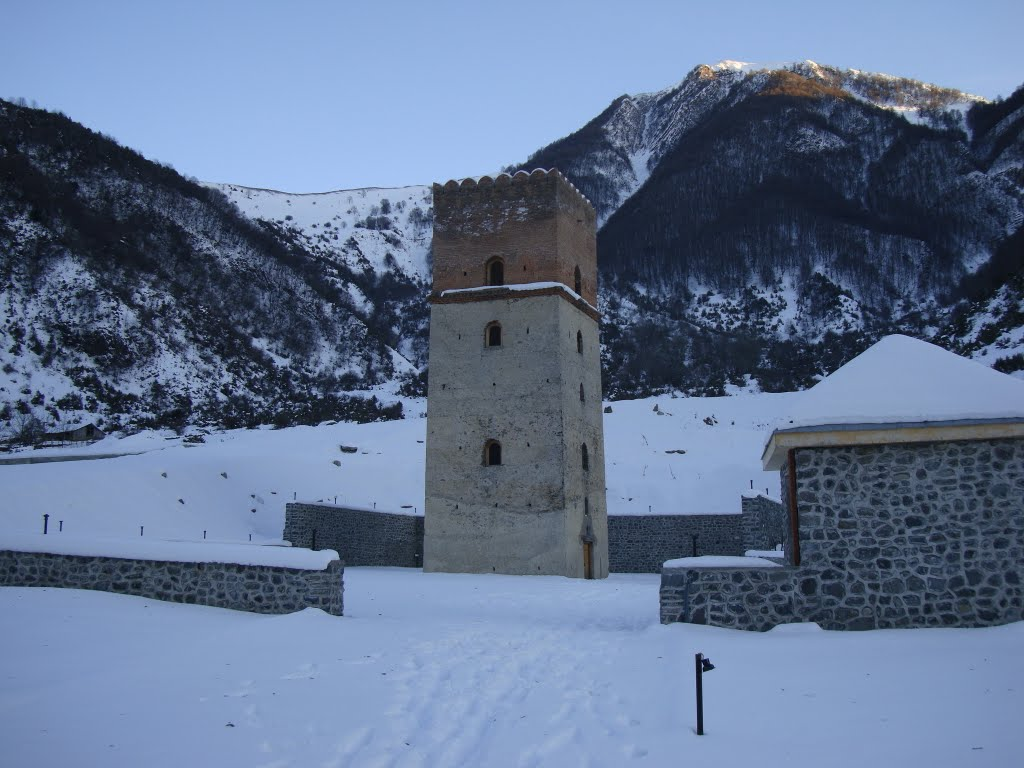
إليسو, قاخ

مساحة المنطقة تحتل 1,4941,494 كـم2 (577 ميل2) من مساحة أذربيجان ويحدها روسيا من الشمال، جورجيا من الغرب. كما أنها تشترك في الحدود الداخلية مع منطقة زاكاتالا في شمال غرب البلاد.

## السكان
وفقا لنتائج التعداد الزراعي الأذربيجاني لعام 1921 ، كان 1044 نسمة يعيشون في قرية كاخ موغال ، وكان السكان الغالبون يتألفون من الأذربيجانيين ، المشار إليهم في المصدر من قبل موغال